# The Locust
A The Locust egy grindcore/hardcore punk/powerviolence/noise rock együttes. 1994-ben alakultak meg a kaliforniai San Diegóban.
Tagok: Bobby Bray, Justin Pearson, Joey Karam, Gabe Serbian. Volt tagok: Dylan Scharf, Dave Warshaw, Dave Astor, Jimmy LaValle. Jellemző rájuk a gyorsaság és a kísérletezés. Karrierjük alatt három nagylemezt, egy koncertalbumot, egy válogatáslemezt, öt középlemezt és négy split lemezt jelentettek meg. Az együttes egészen a mai napig működik. Jelentős kapcsolódásuk van a szintén amerikai Cattle Decapitation zenekarhoz.

## Diszkográfia
Stúdióalbumok
- The Locust (1998)
- Plague Soundscapes (2003)
- New Erections (2007)

Egyéb kiadványok
- The Locust (1997, középlemez)
- Flight of the Wounded Locust (2001, középlemez)
- Well I'll Be a Monkey's Uncle (2002, középlemez)
- Follow the Flock, Step in Shit (2003, középlemez)
- Safety Second, Body Last (2005, középlemez)
- The Peel Sessions (2010, koncertalbum)
- Molecular Genetics from the Gold Standard Labs (2012, válogatáslemez)